# Mary Emma Macintosh
Lady Mary Emma Macintosh, född 1864, död 1915, var en sydafrikansk nykterhetsaktivist och rösträttskvinna. Hon var den första ordföranden i Women's Enfranchisement Association of the Union 1911-1915. 
Hon studerade vid Huguenot Seminary i Wellington i Kapstaden. Hon gifte sig med köpmannen Sir William Macintosh. 
Hon var verksam i Woman's Christian Temperance Union, Guild of Loyal Women och i Empire League. När Women’s Enfranchisement Association of the Union bildades 1911, blev hon den första av dess två ordförande.